# All Together Now (chanson)
Pour les articles homonymes, voir All Together Now.
Pistes de Yellow Submarine
Only a Northern Song Hey Bulldog
All Together Now est une chanson des Beatles, initialement entendue dans le film Yellow Submarine. La chanson est créditée Lennon/McCartney, bien qu'elle soit principalement composée par Paul McCartney. Le résultat est une chanson aux paroles simples à retenir et plutôt à destination des enfants, d'une manière semblable à Yellow Submarine.
Enregistrée en quelques heures dans une ambiance festive en mai 1967, la chanson ne sort sur un album que près de deux ans plus tard, en 1969, sur la bande son Yellow Submarine. Elle fait l'objet de quelques reprises, notamment par les Muppets, et est un temps devenue un classique parmi les supporters de football.

## Genèse
All Together Now est composée principalement par Paul McCartney aidé de John Lennon dans l'optique du dessin animé Yellow Submarine prévu pour 1968. Les Beatles ne sont cependant pas particulièrement motivés par le projet. En composant All Together Now, McCartney cherche à composer une chanson enfantine, comme il l'avait fait l'année précédente pour Yellow Submarine.

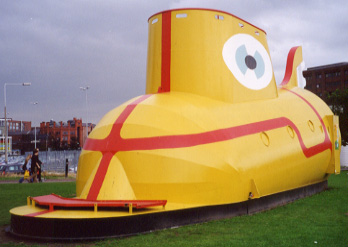
All Together Now est une tentative pour recréer l'effet de Yellow Submarine.

Les paroles de la chanson sont ainsi très enfantines, reposant sur le modèle de comptine classique « 1, 2, 3, 4, can I have a little more ? » et autres phrases simples répétées en chœur. La spécialiste en comptines Iona Opie explique que les paroles, qui semblent très familières, s'appuient sur l'imaginaire collective : « Je n'ai réussi à distinguer aucune influence particulière dans All Together Now, aucune citation. Il y a tant de comptines sur l'alphabet et sur les chiffres que tout le monde en a appris au moins une. Cette chanson semble sortir tout droit du subconscient universel ».
Le musicologue relève également un vers ambigu : « Can I take my friend to bed? » (« Est-ce que je peux amener mon ami au lit ? ») qui est une allusion sexuelle.

## Enregistrement
All Together Now est enregistrée en une seule session de moins de six heures, le vendredi 12 mai 1967 en soirée, dans le studio 2 des studios EMI de Londres. Le producteur George Martin est absent et délègue la responsabilité de l'enregistrement à l'ingénieur du son Geoff Emerick.
Neuf prises sont réalisées, la dernière étant jugée meilleure. De nombreux overdubs sont ensuite rajoutés : instruments et voix supplémentaires, effets sonores. S'ajoute également tout un chœur répétant le titre de la chanson (prononcé plus de 45 fois), chœur formé selon Mark Lewisohn de « quiconque se trouvait dans les parages ».
L'enregistrement se déroule donc dans une ambiance débridée, proche de ce qu'avaient connu les studios lors de l'enregistrement de Yellow Submarine l'année précédente. Le mixage mono est réalisé ce soir là. Le 15 novembre, une cassette est préparée, avec également Only a Northern Song, et est envoyée aux producteurs du film. La version stéréo de la chanson doit attendre un an de plus : elle est mise en boîte le 29 octobre 1968, en prévision de la sortie de l'album.

## Interprètes
- Paul McCartney : chant, guitare acoustique, claquements de mains
- John Lennon : chœurs, guitare acoustique, harmonica, claquements de mains
- George Harrison : chœurs, guitare basse, claquements de mains
- Ringo Starr : chœurs, batterie, sagattes, claquements de mains

## Parution et reprises
All Together Now apparaît pour la première fois dans le dessin animé Yellow Submarine qui sort le 17 juillet 1968 au Royaume-Uni et le 13 novembre 1968 en Amérique.  Tout au long du dessin animé, ce ne sont pas les voix des membres des Beatles mais bien celles d'imitateurs que l'on entend. La séquence finale est la seule où ils apparaissent réellement, enjoués, juste avant le générique sur lequel cette chanson est entendue pour une seconde fois.
La chanson apparaît sur disque sur la face 1 de l'album du même nom, qui sort en janvier 1969. La bande originale a été publiée particulièrement longtemps après le film (plus de six mois en Angleterre) pour ne pas concurrencer l'« album blanc » sorti en novembre. C'est une relative déception pour les fans, qui n'y trouvent que quatre chansons inédites sur les six de la face 1 et des orchestrations de George Martin sur la face 2.
Un single couplant All Together Now et Hey Bulldog a été publié en janvier 1972 dans des pays tels que l'Allemagne, la Suède, l'Italie et, atteignant la 16e position du palmarès, les Pays-Bas(Odeon – 1 J 006-04.982).
La chanson fait l'objet de quelques reprises, dont une par les Muppets. Elle fait également l'objet d'une reprise moins officielle, comme s'en réjouit John Lennon en 1971 : « J'ai bien aimé quand les foules dans les stades de football chantaient All Together Now. » Également repris en 2012 par Red Rose pour la publicité Fiat 500.